# Округ Хендерсон (Тенеси)
Округ Хендерсон (енгл. Henderson County) је округ у америчкој савезној држави Тенеси.

## Демографија
По попису из 2010. године број становника је 27.769, што је 2.247 (8,8%) становника више него 2000. године.
| Група             | 2000.          | 2010.          |
| Белци             | 22.932 (89,9%) | 24.482 (88,2%) |
| Афроамериканци    | 2.042 (8,0%)   | 2.187 (7,9%)   |
| Азијати           | 35 (0,1%)      | 76 (0,3%)      |
| Хиспаноамериканци | 247 (1,0%)     | 532 (1,9%)     |
| Укупно            | 25.522         | 27.769         |